# القائمة البيضاء
القائمة البيضاء هي قائمة بالدول التي تم تقييمها من قبل المنظمة البحرية الدولية على أنها تطبق اتفاقية الاتفاقية الدولية لمعايير التدريب والإجازة والخفارة للملاحين بشكل صحيح. اعتباراً من عام 2006, كانت الدول:
- الجزائر
- أنتيغوا وباربودا
- الأرجنتين
- أستراليا
- أذربيجان
- باهاماس
- البحرين
- بنغلاديش
- باربادوس
- بلجيكا
- بليز
- البرازيل
- بروناي
- بلغاريا
- كمبوديا
- كندا
- الرأس الأخضر
- تشيلي
- الصين، * تشمل هونغ كونغ، (عضو مشارك في المنظمة البحرية الدولية)
- كولومبيا
- جزر القمر
- ساحل العاج
- كرواتيا
- كوبا
- قبرص
- التشيك
- كوريا الشمالية
- الدنمارك، تشمل جزر فارو (عضو مشارك في المنظمة البحرية الدولية)
- دومينيكا
- الإكوادور
- مصر
- إستونيا
- إثيوبيا
- فيجي
- فنلندا
- فرنسا
- جورجيا
- ألمانيا
- غانا
- اليونان
- هندوراس
- المجر
- آيسلندا
- الهند
- إندونيسيا
- إيران
- جمهورية أيرلندا
- إيطاليا
- إسرائيل
- جامايكا
- اليابان
- الأردن
- كيريباتي
- الكويت
- لاتفيا
- لبنان
- ليبيريا
- ليتوانيا
- لوكسمبورغ
- مدغشقر
- ماليزيا
- مالاوي
- المالديف
- مالطا
- جزر مارشال
- موريشيوس
- المكسيك
- ولايات ميكرونيسيا المتحدة
- المغرب
- موزمبيق
- ميانمار
- هولندا، تشمل جزر الأنتيل الهولندية وأروبا
- نيوزيلندا، تشمل جزر كوك
- نيجيريا
- النرويج
- باكستان
- بنما
- بابوا غينيا الجديدة
- بيرو
- الفلبين
- بولندا
- البرتغال
- قطر
- كوريا الجنوبية
- رومانيا
- روسيا
- سانت فينسنت والغرينادين
- ساموا
- المملكة العربية السعودية
- السنغال
- سنغافورة
- سلوفاكيا
- سلوفينيا
- جزر سليمان
- جنوب أفريقيا
- إسبانيا
- سريلانكا
- السويد
- سويسرا
- تايلاند
- تونغا
- ترينيداد وتوباغو
- تونس
- تركيا
- توفالو
- أوكرانيا
- الإمارات العربية المتحدة
- المملكة المتحدة، تشمل جزيرة مان وبرمودا وجزر كايمان وجبل طارق
- تنزانيا
- الأوروغواي
- فانواتو
- فنزويلا
- فيتنام
- يوغوسلافيا، حل دولة صربيا والجبل الأسود في 3 يونيو 2006، ولا تزال جميع الإجراءات التعاهدية المتعلقة بأحكام اتفاقية STCW التي اتخذتها صربيا والجبل الأسود سارية فيما يتعلق بجمهورية صربيا وجمهورية الجبل الأسود اعتبارًا من نفس التاريخ, أي 3 يونيو 2006.

## روابط خارجية
- IMO